# Lübecker Senat 1907 und 1908

Flagge Lübecks 1890–1935

Der Senat der Freien und Hansestadt Lübeck als Kabinett in den  Jahren 1907 und 1908.

## Bürgermeister

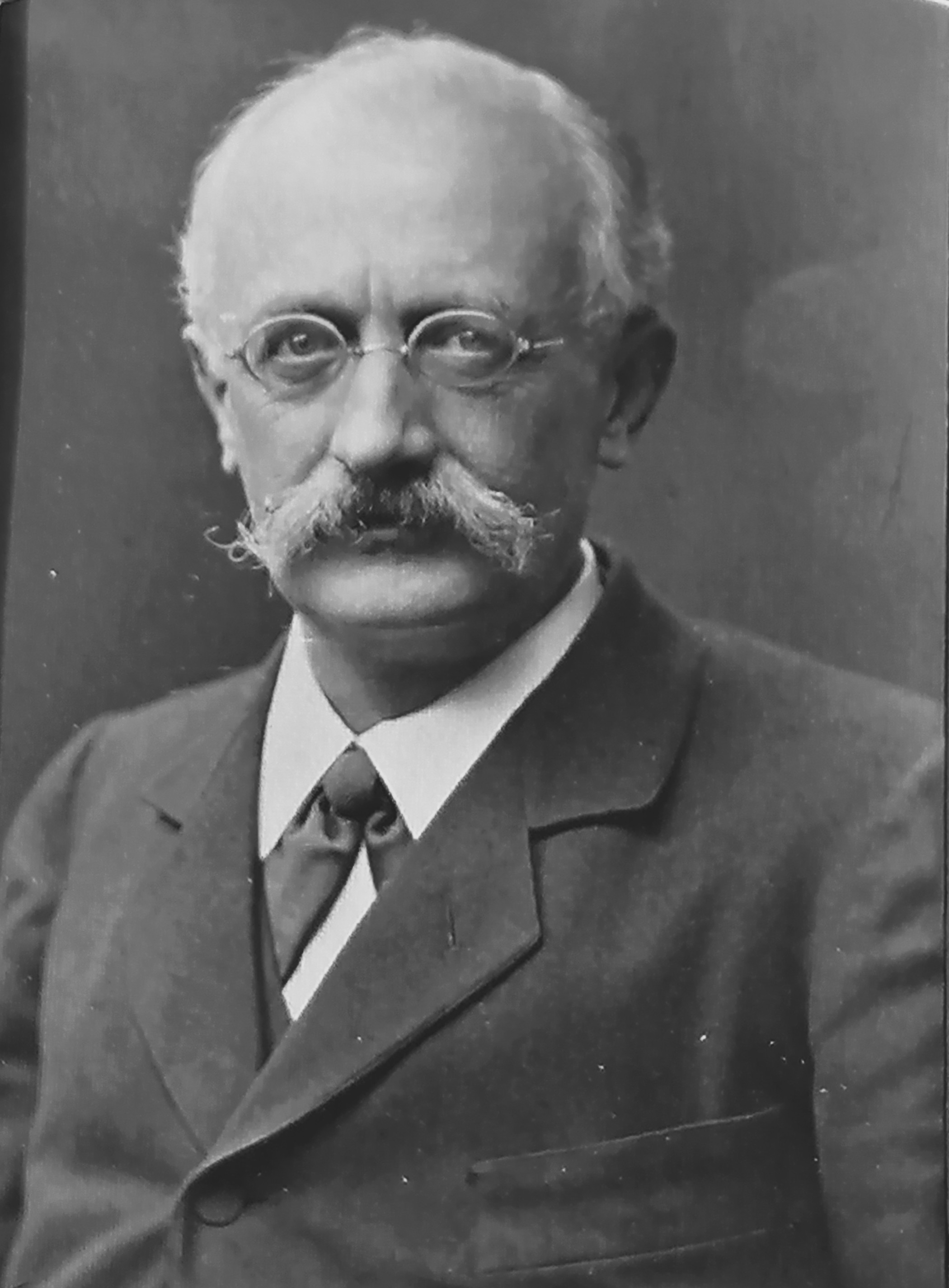
Ernst Christian Johannes Schön

- Ernst Christian Johannes Schön, Senator seit 1895. Im Amt verstorben am 12. Oktober 1908.

## Senatoren
- Heinrich Klug, Senator seit 1879. Ging am 1. Januar 1907 in Ruhestand.
- Johann Hermann Eschenburg, seit 1884
- Johann Georg Eschenburg, seit 1885
- Emil Ferdinand Fehling, seit 1896
- Alfred Stooß, seit 1897
- Eduard Friedrich Ewers, seit 1899
- Emil Possehl, seit 1901
- Eugen Emil Arthur Kulenkamp, seit 1902
- Johann Heinrich Evers, seit 1903
- Johann Martin Andreas Neumann, seit 1904
- Julius Vermehren, seit 1904
- Eduard Rabe, seit 1905
- Johann Paul Leberecht Strack, seit 1906
- Georg Kalkbrenner, seit 1907
- Cay Diedrich Lienau, seit 1908